# Rishton
Rishton – miasto w Anglii, w hrabstwie Lancashire, w dystrykcie Hyndburn. Leży 36 km na północ od miasta Manchester i 295 km na północny zachód od Londynu. W 2001 miasto liczyło 7350 mieszkańców.